# Leucania obsoletior
Leucania obsoletior là một loài bướm đêm trong họ Noctuidae.